# Albert Rubenson

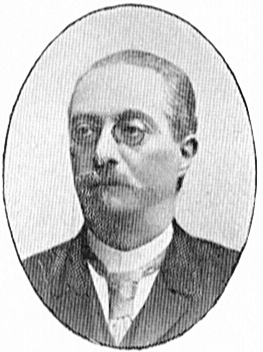
Albert Rubenson

Albert Rubenson (20 december 1829 - 2 maart 1902) was een Zweeds componist en violist. Een vrij onbekende romantische componist is het gebleven.

## Biografie
Rubensons joodse grootvader van vaders kant, Ruben Wolff, vertrok rond 1790 naar Zweden, en werd rabbi van de Zweedse congregatie in Stockholm. Zijn vader was Wolff Rubenson (in 1828 werd de nama omgedraaid) en Jenny Levin. Aangezien Rubenson al op jongere leeftijd talent bleek te hebben voor muziek kreeg hij al snel vioolles van Peter Elwers, violist van Hovkappellet, een operaorkest. Van 1844 to 1848 studeerde Rubenson in Leipzig bij Ferdinand David (viool) en Moritz Hauptmann (harmonie en contrapunt); compositieles kreeg hij van Niels Gade. Gedurende enige periode was Rubenson violist van zowel het Gewandhausorkest als van het Leipzig Theater Orkest. Toen Gade vertrok uit Leipzig naar Kopenhagen, reisde Rubenson met hem mee om zijn compositielessen af te maken; ook daar trad hij toe tot een orkest. Na in 1851 terug te zijn gegaan naar Stockholm werd Rubenson altviolist van het eerder genoemde Hovkappellett.

Vanaf die tijd ging hij zich steeds meer op componeren wijden, maar werd ook muziekrecensent van Ny tidning för musik van 1853-1857 (Blad voor nieuwe muziek). Hij recenseerde niet alleen muziekuitvoeringen in Zweden maar ook in Kopenhagen. Daar richtte hij samen met Ludwig Norman en Frank Hedberg het blad "Tidning för Theater och Musik" (Theater en Muzieknieuwsblad) op, dat slechts één jaar heeft bestaan. Gedurende die tijd waren ook zijn hoogtedagen als componist. Als componist was hij in die tijd vooruitstrevend en vernieuwend en reisde binnen Europa (Denemarken, Duitsland, Frankrijk en Italië). Hij aanvaardde de post van inspecteur aan het Stockholm Conservatorium (Musikaliska Akademiens) in 1872 en werd in 1880 directeur aldaar; een post die hij tot zijn sterfdag bekleedde. Was hij als componist eerst vooruitstrevend en vernieuwend; toen hij eenmaal inspecteur en directeur was, werd hij bekend om zijn behoudendheid in de ontwikkeling van de muziek.

## Trivia
Albert had een zuster die getrouwd is met de toen bekende muziekuitgever (Albert Bonnier).

## Oeuvre

### Toneelmuziek
- (1858): Een nacht in de bergen (Zw: En natt mellan fjällen); een operette naar teksten van Jens Christian Hostrup
- (1865): Halte Hulda, toneelmuziek voor het toneelstuk van Bjørnstjerne Bjørnson voor een uitvoering in Kristiania (nu Oslo).

### Orkestwerk
- (1847): Symfonie in C majeur (gerevieerd in 1951)
- (1850-1851): Suite in C majeur;
- (1858): Ouverture tot een Tragedie (Zw: Sorgespels-ouvertyre);
- (1859): Ouverture Julius Caesar naar William Shakespeare;
- (1860): Symfonisch intermezzo;
- (1866): concertouverture Drapa (ode);
- (1871): Drie symfonische stukken (Zw: 3 symfoniska stycken);
- (1878): Feestmars; voor de opening van het nieuwe Conservatorium (Musikaliska Akademiens) in Stockholm

### Kamermuziek
- ca (1850): Strijkkwartet in F Majeur

### Zang
- (1858): Liederen op teksten van Heinrich Heine;
- (????): Liederen op teksten van Robert Burns;
- (????): Liederen op teksten van Björnstjerne Björnson.
- (????): Korsfarersang (Kruisvaartlied), met onder meer "Deljig er Jorden" (De aarde is zuiver) van B. S. Ingemann.

- Bibsys: 11055714
- Gemeinsame Normdatei: 116669268
- International Standard Name Identifier: 0000 0000 5236 1765
- Library of Congress Control Number: no93005347
- LIBRIS: 209499
- Système universitaire de documentation: 242303447
- Virtual International Authority File: 10603202
- WorldCat: E39PBJhGVt7g94r4DFDWcPGT73